# Survivor Series 1988
Survivor Series 1988 è stata la seconda edizione del pay-per-view di wrestling Survivor Series, organizzato annualmente dalla World Wrestling Federation. Ebbe luogo il 24 novembre 1988 al Richfield Coliseum a Richfield Township, Ohio.
Il main event fu un Survivor Series match a 10 uomini tra il team capitanato dai Mega Powers (Hulk Hogan e il WWF Champion Randy Savage) e quello capitanato dai The Twin Towers (Akeem e Big Boss Man). Hogan e Savage furono gli unici "sopravvissuti" del match. L'undercard fu caratterizzato da tre Survivor Series match tra mid-card wrestler.

## Storyline
Nel feud principale dell'evento furono coinvolti i Mega Powers (Hulk Hogan e il WWF Champion Randy Savage), Hercules, Koko B. Ware, e Hillbilly Jim contro i The Twin Towers (Akeem e The Big Boss Man), Ted DiBiase, Haku, e The Red Rooster. Hogan e Savage formarono questa alleanza a WrestleMania IV, dopo che Hogan aiutò Savage a sconfiggere DiBiase nella finale del torneo per il vacante titolo WWF. Ted e André the Giant affrontarono Hogan e Savage nella prima edizione di SummerSlam nel mese di agosto in dove i Mega Powers portarono a casa la vittoria. DiBiase poi comprò il contratto di André da Heenan nella prima edizione della Royal Rumble. Alla fine del 1988, DiBiase acquistò un altro contratto da Heenan, quella di Hercules. Quest'ultimo rifiutò di essere lo schiavo di Ted e diventò un face e iniziò un feud con lui. DiBiase e gli altri wrestler heel si unirono con i Twin Towers e sfidarono i Mega Powers e altri lottatori face.
Un altro importante feud contrappose Jake Roberts e André the Giant. La storyline iniziò quando Roberts spaventò Andrè con un serpente in un'edizione di Saturday Night's Main Event. Roberts gettò il suo serpente, Damien, su André, che subì un lieve (kayfabe) attacco di cuore. Il gigante giurò vendetta, ma Roberts da quel momento iniziò a portare il suo serpente nei loro match oppure lo rinchiudeva in un sacco e lo portava con sé durante l'entrata, per avere un vantaggio psicologico.
Il principale feud per quanto riguarda la divisione di coppia contrappose i Demolition e i Powers of Pain, due squadre conosciute per avere il viso dipinto e per il loro stile da rissaioli. Inoltre ci fu un altro feud che contrappose il WWF Intercontinental Champion The Ultimate Warrior e The Honky Tonk Man, l'ex campione che era determinato a riconquistare il titolo perso nel pay-per-view precedente, Summerslam 1988.

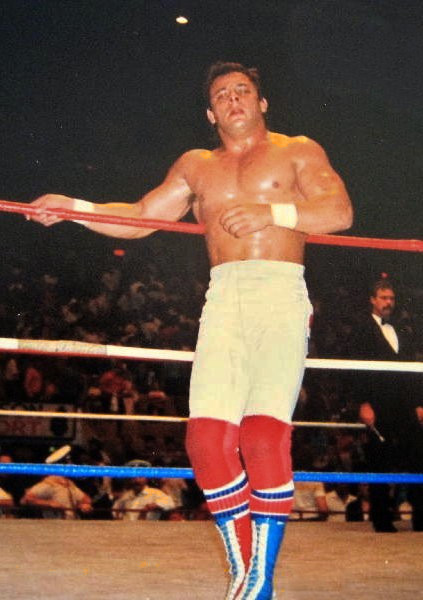
Dynamite Kid se ne andò per sempre dopo questo evento.

## Evento
Il primo match dell'evento fu un five-on-five Survivor Series match tra il team del WWF Intercontinental Champion The Ultimate Warrior, Brutus Beefcake, Sam Houston, The Blue Blazer (nella sua prima partecipazione ad un pay-per-view) e Jim Brunzell; e quello di The Honky Tonk Man, Ron Bass, Danny Davis, Greg Valentine e Bad News Brown. Don Muraco fu originariamente previsto per far parte del team di Warrior, ma lasciò la WWF, così fu sostituito da Brunzell. Beefcake portò la prima vittoria della serata per la squadra di Ultimate, utilizzando una sleeper hold per costringere Davis alla resa dopo 01:18 dall'inizio del match. Poi Brown colpì Brunzell con un Ghetto Blaster, un tipo di calcio alla parte posteriore della testa, e lo schienò. Non molto tempo dopo, Valentine e Bad stavano per eseguire una mossa di squadra su Houston quando egli schivò un running forearm club da parte di Greg, che invece colpì Brown. Brown, un wrestler solitario e poco collaborativo (storyline), uscì dal quadrato e se andò, e venne di conseguenza contato fuori, portando alla seconda eliminazione del team di Honky. In seguito Bass schienò Houston dopo una running powerslam, e quindi i wrestler temporaneamente "sopravvissuti" erano 6. The Blue Blazer usò la sua velocità per stordire Valentine, ma durante il tentativo di completare un top-rope, Honky corse e spinse Blazer nelle corde; Greg a quel punto applicò rapidamente una figure four leglock, e Blue cedette. Beefcake poi prese il sopravvento su Honky e lo bloccò con una sleeper hold, ma Tonk scivolò attraverso le corde, prendendo Beefcake con lui; entrambi gli uomini furono contati fuori, e quindi Ultimate diventò l'unico temporaneamente "sopravvissuto" del suo team. Bass e Valentine ebbero il vantaggio su Warrior per un po', ma quest'ultimo schivò un tentativo di double-clothesline e mise entrambi K.O., schienando rapidamente Bass con una Double Axe Handle e dopo 20 secondi schienò anche Greg con la stessa mossa. Alla fine Warrior fu l'unico sopravvissuto del suo team.
Poi ci fu un 20-man Tag team Survivor Series elimination match dove se un lottatore fosse stato eliminato, avrebbe fatto la sua stessa fine anche il suo avversario. Nel match ci furono come sempre due team. Il primo fu composta dai Powers of Pain (The Warlord e The Barbarian), The Rockers (Shawn Michaels e Marty Jannetty), The British Bulldogs (Davey Boy Smith e Dynamite Kid), Hart Foundation (Bret Hart e Jim Neidhart), e dai Young Stallion (Paul Roma e Jim Powers), mentre il secondo fu composto dai WWF Tag Team Champions Demolition (Ax e Smash), The Brain Busters (Arn Anderson e Tully Blanchard), The Bolsheviks (Nikolai Volkoff e Boris Zhukov), The Fabulous Rougeaus (Jacques e Raymond Rougeau ) e dai The Conquistadors. Hart schienò Raymond con uno small package, eliminando i The Fabulous Rougeaus dal match. Zhukov eseguì una reverse diving crossbody su Powers e lo schienò eliminando i Young Stallion ma poco dopo fu schienato dopo che Jannetty eseguì una Sunset Flip, eliminando così i The Bolsheviks dal match. Hart eseguì successivamente un German Suplex su Blanchard ma l'arbitro vide che le sue spalle erano a terra, così contò lo schienamento eliminando la Hart Foundation. I Rockers iniziarono una rissa con Blanchard e il suo partner Anderson. Poi i The Rockers e i Brian Busters furono entrambi squalificati a causa di una rissa sul ring e quindi furono eliminati dalla contesa. Dynamite colpì Smash e salì sulla terza corda. Cercò di colpire l'avversario a terra con una diving headbutt ma quest'ultimo si alzò e lo colpì con una clothesline, schienandolo, eliminando anche i British Bulldogs dal match. Quando Mr. Fuji pensava che il suo tag team non avrebbe potuto battere i Powers of Pain, allargò le corde causando la caduta di Smash fuori dal ring e il suo conteggio, eliminando così i Demolition. In seguito, Fuji colpì Ax con il suo bastone quando egli era girato di spalle. I Demolition successivamente lo attaccarono diventando face. I The Powers of Pain diventarono heel. Poi Barbarian colpì Conquistador # 1 con una diving headbutt e lo schienò, eliminando i The Conquistadors, rendendo i Powers of Pain gli unici sopravvissuti. Dopo il match, i Demolition tornarono di corsa sul ring e attaccarono i vincitori, facendoli scappare poco dopo.
Nel terzo Survivor Series match si sfidarono 2 team: quello composto da André the Giant, Rick Rude, Dino Bravo, Mr. Perfect e Harley Race, e quello composto da Jim Duggan, Jake Roberts, Scott Casey, Ken Patera e Tito Santana. Junkyard Dog avrebbe dovuto far parte del team di Roberts, ma lasciò la WWF. B. Brian Blair avrebbe dovuto sostituire Junkyard, ma anch'egli lasciò la WWF, così fu sostituito da Scott. Rudi colpì Patera con una Rude Awakeninga dopo 8:18 e lo schienò eliminandolo, lasciando la squadra di Roberts con 4 membri. Un minuto più tardi, un membro del team di André, Bravo, colpì Casey con un side suplex e lo schienò, eliminandolo. Il team di Roberts rimase con soli tre membri, mentre quello di André aveva ancora cinque membri. Tuttavia, Santana colpì Race con un flying forearm smash e lo schienò eliminandolo, lasciando il team di André con 4 membri. Poi Andrè entrò e subito usò la sua enorme altezza e peso per schiacciare e, infine, schienò Santana, portando gli heel a un vantaggio di 4-2. Più tardi, Duggan usò il suo 2×4 su Bravo, venendo squalificato. Roberts, l'unico membro rimasto del team face, e quando Rude stava per dare il cambio a un suo compagno, eseguì una DDT, e lo schienò, eliminandolo dal match. André salì rapidamente sul ring, e applicò una chokehold su Roberts e rifiutò di liberarlo, venendo squalificato dalla contesa. Prima di lasciarlo, eseguì una headbutt. Perfect ne approfittò e schienò Roberts vincendo il match. Perfect e Bravo furono gli unici sopravvissuti del loro team. Dopo il match, Roberts prese il suo serpente Damien e con esso spaventò Andrè, Bravo e Perfect, facendoli scappare da bordo ring.
Il main event fu un Five-on-five Survivor Series elimination match che vide contrapposti due team: quello composto dai The Mega Powers (Hulk Hogan e il WWF Champion Randy Savage), Hercules, Koko B. Ware, e Hillbilly Jim, e quello composto dai The Twin Towers (Akeem e The Big Boss Man), Ted DiBiase, Haku, e The Red Rooster. Savage colpì Rooster con una Savage Elbow e lo schienò, eliminandolo, dando ai Mega Powers un vantaggio iniziale. Poi Akeem pareggiò rapidamente le due parti dopo aver eseguito una Air Africa su Hillbilly. Uno dei partner di Akeem, Boss Man, colpì Koko con una Boss Man Slam e lo schienò, portando i Towers a un vantaggio di 4-3. La guardia del corpo di DiBiase, Virgil distrasse Hercules, permettendo a DiBiase di schienarlo con uno Schoolboy, e quindi gli unici sopravvissuti temporaneamente del team face furono Hogan e Savage, ovvero i Mega Powers. Mentre DiBiase stava prendendo in giro Hercules, Savage lo schienò rapidamente con un altro Schoolboy, eliminandolo e quindi i temporaneamente sopravvissuti del team heel furono 3. Poco dopo, Slick (il manager dei Twin Towers) afferrò Elizabeth e dopo averla tirata giù da bordo ring cominciò a minacciarla, obbligando Hulk ad aiutarla; Akeem e Boss intervennero colpendo Hogan. In seguito Man (l'uomo legale del ring) fu contato fuori mentre Akeem fu squalificato per aver spinto l'arbitro. Haku, l'unico membro temporaneamente rimasto del team heel, dominò Savage per diversi minuti dopo che Slick iniziò ad insultare sia Hulk che Miss. Alla fine, Haku accidentalmente colpì Slick, e poi Hogan eseguì una clothesline su Heenan. Dopo Elizabeth afferrò la chiave per sbloccare le manette con cui Big aveva ammanettato Hogan. Haku cominciò a prendere a calci un Savage esausto all'angolo. Hogan rapidamente dominò Haku e lo schienò dopo aver eseguito un leg drop portando la vittoria ai Mega Powers e quindi anche al resto del team face. Dopo il match, Hulk iniziò a corteggiare Elizabeth, facendo arrabbiare Randy. Poi Jesse Ventura, lo intervistò circa l'accaduto.

## Conseguenze
I Mega Powers furono un tag team stabile e forte per tutto il 1988, ma il loro dominio cominciò a finire quando iniziarono le prime incomprensioni tra Hulk Hogan e Randy Savage nei primi mesi del 1989. Tutto ebbe inizio il 7 gennaio 1989, nell'edizione di Saturday Night's Main Event, dove Hogan fu spietatamente picchiato dai The Twin Towers dopo il suo incontro con Akeem. Savage intervenne e li attaccò con una sedia d'acciaio. Elizabeth portò Hulk nel backstage, il che fece arrabbiare Randy. Inoltre Savage si chiedeva il perché Hogan scelse Elizabeth, ovvero sua moglie (di Randy), come sua manager. Questo portò alla rottura del team. Poi Randy discusse del problema con sua moglie nel backstage. I problemi aumentarono ulteriormente alla Royal Rumble 1989 dove "The Immortal" eliminò accidentalmente "Macho Man" mentre voleva eliminare Bad News Brown. Il 3 febbraio nell'edizione di Main Event i Mega Powers affrontarono i The Twin Towers (Akeem e The Big Boss Man) in un Tag Team match pieno di controversie. Durante il culmine del match, Akeem gettò "Macho King" su sulla moglie Elizabeth. Hogan la sollevò e la portò dietro le quinte, lasciando Savage ad affrontare i Towers, mentre Hogan curava Elizabeth. Quando Hogan tornò, Savage lo prese a schiaffi in faccia e se ne andò con la cintura, abbandonando Hogan e diventando quindi heel. Nonostante ciò, Hogan riuscì a portare a casa la vittoria. I Powers a quel punto si sciolsero, infatti Savage iniziò un feud con Hogan. A WrestleMania V, Hulk Hogan sconfisse "Macho Man" in un match soprannominato e pubblicizzato come "The Mega Powers Explode", e quindi Hogan vinse il WWF Championship, mettendo fine al regno di Savage di 371 giorni.
Il feud tra i Demolition e i Powers of Pain assunse una nuova svolta, infatti i Demolition erano dei face e i Powers degli heel. Inoltre Mr. Fuji interveniva costantemente nei match dei due team, e, infine, fu firmato un handicap match 2 vs 3 per WrestleMania V, dove Fuji si alleò ai Pain. A WrestleMania, i Demolition si vendicarono di Fuji, quando, dopo il suo tentativo di gettare del sale sugli occhi di Smash, accidentalmente lo lanciò sugli occhi di Warlord. Poi fu schienato da Ax dopo aver subito una delle finisher dei Demolition, ovvero la Demolition Decapitation.
L'altro feud che continuò dopo questo evento contrappose Jake "The Snake" Roberts e André the Giant, che culminò a WrestleMania V, in cui il rientrante Big John Studd (face) iniziò un feud con l'arbitro ospite per il match André-Roberts. Prima di questo, a Royal Rumble (1989), André attaccò Roberts quando quest'ultimo entrò sul ring durante il main event, soffocando Roberts sull'orlo dell'incoscienza prima di buttarlo fuori. Poi Jake dopo qualche secondo prese il suo serpente, Damien, e con esso spaventò il gigante.
Dopo Survivor Series, "Ravishing" Rick Rude iniziò un feud con The Ultimate Warrior per il suo WWF Intercontinental Championship. The Honky Tonk Man, nel frattempo, non riuscì a vincere il titolo da Warrior (nel tentativo di riconquistare il titolo perso a SummerSlam (1988)) e, poco dopo il loro ultimo match tenutosi a Saturday Night's Main Event, cominciò a perdere colpi e da quel punto cominciò a lottare dei match da mid-card.
Per i The British Bulldogs, questa fu la loro ultima apparizione in WWF come tag team; Dynamite Kid se ne andò per sempre, mentre Davey Boy Smith tornò nel 1991 come wrestler singolo conosciuto come "The British Bulldog". Poi iniziò ad avere dei battibecchi con i Rougeau Brothers. Queste discussioni finirono quando Jacques Rougeau distrusse alcuni denti di Dynamite fuori con un sucker punch poco prima di Survivor Series.

## Risultati
| # | Match | Stipulazioni                                      | Durata |
| - | --- | ------------------------------------------------- | ------ |
| 1 | The Ultimate Warrior, Brutus Beefcake, Sam Houston, The Blue Blazer e Jim Brunzell hanno sconfitto The Honky Tonk Man, Ron Bass, Danny Davis, Greg Valentine e Bad News Brown (con Jimmy Hart) | Five-on-five Survivor Series elimination match    | 17:50  |
| 2 | The Powers of Pain (The Warlord e The Barbarian), The Rockers (Shawn Michaels e Marty Jannetty), The British Bulldogs (Davey Boy Smith e Dynamite Kid), The Hart Foundation (Bret Hart e Jim Neidhart), e The Young Stallions (Jim Powers e Paul Roma) hanno sconfitto Demolition (Ax e Smash), The Brain Busters (Arn Anderson e Tully Blanchard), The Bolsheviks (Nikolai Volkoff e Boris Zhukov), The Fabulous Rougeaus (Raymond e Jacques Rougeau), e The Conquistadors (Uno e Dos) (con Mr. Fuji, Bobby Heenan, Slick, e Jimmy Hart) | 20-man Tag team Survivor Series elimination match | 42:12  |
| 3 | André the Giant, Rick Rude, Dino Bravo, Mr. Perfect e Harley Race (con Bobby Heenan e Frenchy Martin) hanno sconfitto Jim Duggan, Jake Roberts, Scott Casey, Ken Patera, e Tito Santana | Five-on-five Survivor Series elimination match    | 30:03  |
| 4 | The Mega Powers (Hulk Hogan e Randy Savage), Hercules, Koko B. Ware e Hillbilly Jim (con Miss Elizabeth) hanno sconfitto The Twin Towers (Akeem e Big Boss Man), Ted DiBiase, Haku, e The Red Rooster (con Slick, Bobby Heenan, e Virgil) | Five-on-five Survivor Series elimination match    | 29:10  |

### Match ad eliminazione
| Eliminazione N. | Wrestler             | Eliminato da         | Modalità eliminazione                    | Durata               |                      |
| --------------- | -------------------- | -------------------- | ---------------------------------------- | -------------------- | -------------------- |
| 1               | Danny Davis          | Brutus Beefcake      | Sleeper Hold                             | 1:18                 |                      |
| 2               | Jim Brunzell         | Bad News Brown       | Schienamento                             | 5:12                 |                      |
| 3               | Bad News Brown       | Nessuno              | Conteggio di 10 fuori dal ring           | 7:50                 |                      |
| 4               | Sam Houston          | Ron Bass             | Schienamento                             | 10:09                |                      |
| 5               | The Blue Blazer      | Greg Valentine       | Cede per dolore alla Figure Four Leglock | 12:29                |                      |
| 6A              | Brutus Beefcake      | Nessuno              | Conteggio di 10 fuori dal ring           | 15:44                |                      |
| 6B              | Honky Tonk Man       | Nessuno              | Conteggio di 10 fuori dal ring           | 15:44                |                      |
| 7               | Ron Bass             | Ultimate Warrior     | Schienamento                             | 17:30                |                      |
| 8               | Greg Valentine       | Ultimate Warrior     | Schienamento                             | 17:50                |                      |
| Sopravvissuti:  | The Ultimate Warrior | The Ultimate Warrior | The Ultimate Warrior                     | The Ultimate Warrior | The Ultimate Warrior |

2 (La stipulazione del match prevedeva l'eliminazione dell'intero tag team se uno dei suoi due membri veniva eliminato)
| Eliminazione N. | Wrestler                        | Eliminato da       | Modalità eliminazione    | Durata             |                    |
| --------------- | ------------------------------- | ------------------ | ------------------------ | ------------------ | ------------------ |
| 1               | Raymond Rougeau                 | Bret Hart          | Schienamento             | 5:22               |                    |
| 2               | Jim Powers                      | Boris Zhukov       | Schienamento             | 15:20              |                    |
| 3               | Boris Zhukov                    | Marty Jannetty     | Schienamento             | 18:09              |                    |
| 4               | Bret Hart                       | Tully Blanchard    | Schienamento             | 27:03              |                    |
| 5               | The Rockers & The Brain Busters | Nessuno            | Doppia squalifica        | 27:57              |                    |
| 6               | Dynamite Kid                    | Smash              | Schienamento             | 36:02              |                    |
| 7               | Smash                           | Nessuno            | Conteggio fuori dal ring | 39:33              |                    |
| 8               | Uno                             | Barbarian          | Schienamento             | 42:12              |                    |
| Sopravvissuti:  | The Powers of Pain              | The Powers of Pain | The Powers of Pain       | The Powers of Pain | The Powers of Pain |

3
| Eliminazione N. | Wrestler                 | Eliminato da             | Modalità eliminazione                            | Durata                   |                          |
| --------------- | ------------------------ | ------------------------ | ------------------------------------------------ | ------------------------ | ------------------------ |
| 1               | Ken Patera               | Rick Rude                | Schienamento                                     | 8:18                     |                          |
| 2               | Scott Casey              | Dino Bravo               | Schienamento                                     | 9:27                     |                          |
| 3               | Harley Race              | Tito Santana             | Schienamento                                     | 13:19                    |                          |
| 4               | Tito Santana             | André the Giant          | Schienamento                                     | 14:40                    |                          |
| 5               | Jim Duggan               | Nessuno                  | Squalifica                                       | 21:22                    |                          |
| 6               | Rick Rude                | Jake Roberts             | Schienamento dopo un DDT                         | 28:45                    |                          |
| 7               | André the Giant          | Nessuno                  | Squalifica                                       | 29:39                    |                          |
| 8               | Jake Roberts             | Mr. Perfect              | Schienamento dopo una testata di André the Giant | 30:03                    |                          |
| Sopravvissuti:  | Mr. Perfect & Dino Bravo | Mr. Perfect & Dino Bravo | Mr. Perfect & Dino Bravo                         | Mr. Perfect & Dino Bravo | Mr. Perfect & Dino Bravo |

4
| Eliminazione N. | Wrestler                  | Eliminato da              | Modalità di eliminazione       | Durata                    |                           |
| --------------- | ------------------------- | ------------------------- | ------------------------------ | ------------------------- | ------------------------- |
| 1               | Red Rooster               | Randy Savage              | Schienamento                   | 6:11                      |                           |
| 2               | Hillbilly Jim             | Akeem                     | Schienamento                   | 9:59                      |                           |
| 3               | Koko B. Ware              | Big Boss Man              | Schienamento                   | 11:45                     |                           |
| 4               | Hercules                  | Ted DiBiase               | Schienamento                   | 16:35                     |                           |
| 5               | Ted DiBiase               | Randy Savage              | Schienamento                   | 16:57                     |                           |
| 6               | Big Boss Man              | Nessuno                   | Conteggio di 10 fuori dal ring | 25:09                     |                           |
| 7               | Akeem                     | Nessuno                   | Squalifica                     | 25:09                     |                           |
| 8               | Haku                      | Hulk Hogan                | Schienamento dopo un Leg drop  | 30:10                     |                           |
| Sopravvissuti:  | Randy Savage & Hulk Hogan | Randy Savage & Hulk Hogan | Randy Savage & Hulk Hogan      | Randy Savage & Hulk Hogan | Randy Savage & Hulk Hogan |

## Altri talenti
| Commentators - Gorilla Monsoon - Jesse Ventura Intervistatori - "Mean" Gene Okerlund - Sean Mooney Ring Announcer - Howard Finkel | Arbitri - Earl Hebner - Joey Marella - Tim White |